# Ральф Газенгюттль
Ральф Газенгюттль (нім. Ralph Hasenhüttl, нар. 9 серпня 1967, Грац) — австрійський футболіст, що грав на позиції нападника. По завершенні ігрової кар'єри — тренер.
Виступав, зокрема, за клуби «Аустрія» (Відень) та «Кельн», а також національну збірну Австрії.

## Клубна кар'єра
Свій шлях у великому футболі Ральф Газенгюттль розпочав у рідному місті Ґрац в клубі ГАК. На професійному рівні Ральф дебютував 31 серпня 1985 року в матчі австрійської Бундесліги проти «Леобена», вийшовши на заміну на 84-й хвилині замість Маріо Дзуенеллі.
У 1989 році Газенгюттль перейшов у віденську «Аустрію», що виступала в Кубку УЄФА. 12 вересня 1989 року Ральф зіграв свій перший єврокубковий матч проти «Аякса». Разом з командою Газенгюттлю вдалося три рази поспіль здобути перемогу в австрійській Бундеслізі (у сезонах 1990/91, 1991/92, 1992/93) і тричі в Кубку країни (у сезонах 1989/90, 1991/92, 1993/94). Всього за «Аустрію» Ральф провів 146 матчів і забив 45 м'ячів.
Влітку 1994 року Газенгюттль перейшов у стан головного конкурента віденської «Аустрії»  — зальцбурзьку «Аустрію». Тут Ральф також зумів один раз стати чемпіоном країни у сезоні 1994/95.
У 1996 році після затвердження у УЄФА правила Босмана про відміну ліміту на легіонерів з країн ЄС Газенгюттль відправився випробувати свої сили в інших європейських чемпіонатах: у Бельгії він виступав по одному сезону за «Мехелен» та «Льєрс», після чого опинився в німецьких клубах — «Кельн» та «Гройтер».
Останнім клубом в ігровій кар'єрі Ральфа стала друга команда «Баварії», за яку він виступав до літа 2004 року.

## Виступи за збірну
17 травня 1988 року дебютував в офіційних матчах у складі національної збірної Австрії в товариській зустрічі проти Угорщини: Газенгюттль з'явився на полі на початку другого тайму разом із Петером Штегером і через 11 хвилин відзначився забитим м'ячем. Всього протягом кар'єри у національній команді, яка тривала 7 років, провів у формі головної команди країни 8 матчів, забивши 3 голи.

## Кар'єра тренера

### «Унтерхахінг»
Відразу після закінчення активної кар'єри гравця Ральф протягом одного сезону був тренером юнацької команди «Унтергахінг», після чого був переведений в асистенти головного тренера. 19 березня 2007 року він був призначений виконуючим обов'язки головного тренера команди після звільнення Гаррі Дойтінгера, і повернувся на свій колишній пост після запрошення в клуб Вернера Лоранта. Однак 7 жовтня того ж року Газенгюттль знову очолив «Унтергахінг», який виступав у південній Регіоналлізі.
Посівши 6-е місце в розіграші Регіоналліги 2007/2008, клуб зміг відібратися для участі в новоствореній Третій лізі Німеччини, де в першому ж сезоні посів четверте місце, недобравши одного очка до перехідного турніру за вихід у другу Бундеслігу.
Наступний сезон 2009/10 був розчаруванням для команди — після 24 ігор «Унтергахінг» розташовувався на 10 сходинці в таблиці з 31 очком і фактично достроково припинив боротьбу за вихід у другий дивізіон. Керівництво клубу на підставі такого результату ухвалило рішення 22 лютого 2010 року відправити Газенгюттля у відставку.

### «Аален»
2 січня 2011 року Газенгюттль став головним тренером «Аалена» з метою врятувати команду від вильоту з Третьої ліги. Завдання було досягнуто — «Аален» закінчив сезон на 16-му місці — і контракт Ральфа був продовжений ще на один рік.
Керівництво клубу поставило метою на наступний сезон посісти місце в середині турнірної таблиці, але гравці під керівництвом Газенгюттля змогли перевершити ці плани і зайняли друге місце, яке давало пряму путівку в Другу Бундеслігу.
Початок сезону 2012/13 був ускладнений хворобою Газенгюттля хантавірусами, що тим не менш не завадило «Аалену» уникнути вильоту і закріпитися у другій Бундеслізі. 1 червня 2013 року Газенгюттль після закінчення свого контракту покинув команду, заявивши про необхідність зробити тимчасову паузу в кар'єрі.

### «Інгольштадт»
7 жовтня 2013 року Газенгюттль був представлений як головний тренер клубу «Інгольштадт 04», змінивши Марко Курца, знятого зі свого поста через невдалий старт сезону 2013/14 (після дев'яти турів команда йшла на останньому місці у Другій Бундеслізі, маючи на рахунку сім поразок. Газенгюттлю вдалося виправити становище до зимової перерви в чемпіонаті і покинути зону вильоту, а у весняній частині першості і зовсім закріпитись у середині таблиці, посівши у підсумку десяте місце. Це послужило приводом до продовження контракту з тренером до липня 2016 року.
Наступний сезон 2014/15 «Інгольштадт 04» провів значно успішніше попереднього і зумів здобути перемогу у Другій Бундеслізі, зазнавши лише 4 поразки. У Бундеслізі сезоні 2015/16 «Інгольштадту 04» під керівництвом Ральфа, для якого це був перший сезон в еліті як тренера, вдалося з першої спроби закріпитися в першості, посівши 11-е місце. Однак Газенгюттль відмовився від переговорів щодо продовження контракту і в кінці квітня 2016 року оголосив про майбутній відхід з клубу.

### «РБ Лейпциг»
В липні 2016 року Газенгюттль очолив «РБ Лейпциг», зазначивши, що найвищою можливою метою клубу на його перший сезон у Бундеслізі є попадання в Ліги Європи. Однак за підсумками сезону команда перевиконала план, посівши в чемпіонаті Німеччини друге місце і ставши головною сенсацією першості. Втім у наступному сезоні результати команди погіршились, вона стала лише шостою у Бундеслізі, а в Лізі чемпіонів не зуміла вийти з групи, в результаті чого закінчення сезону 2017/18 його контракт був припинений достроково.

### «Саутгемптон»
З 2018 по 2022 роки головний тренер англійського клубу «Саутгемптон».

### «Вольфсбург»
З березня 2024 року очолював тренерський штаб команди «Вольфсбург». Після завершення сезону покинув клуб. 

## Титули і досягнення

### Як гравця
- Чемпіон Австрії (4):

«Аустрія» (Відень): 1990–91, 1991–92, 1992–93
«Аустрія» (Зальцбург): 1994–95
- Володар Кубка Австрії (3):

«Аустрія» (Відень): 1989–90, 1991–92, 1993–94
- Володар Суперкубка Австрії (6):

«Аустрія» (Відень): 1990, 1991, 1992, 1993
«Аустрія» (Зальцбург): 1994, 1995
- Володар Суперкубка Бельгії (1):

«Льєрс»: 1997

### Як тренера
- Віце-чемпіон Німеччини (1):

«РБ Лейпциг»: 2016–17